# Roger Fitzhardinge
Roger Berkeley Fitzhardinge (ur. 23 marca 1879 w Balmain, zm. 9 stycznia 1965 w Bowral) – australijski wioślarz reprezentujący Australazję. Startował w wyścigach ósemek na igrzyskach w Sztokholmie w 1912 roku. Był najstarszym zawodnikiem reprezentującym Australazję w historii jej startów na igrzyskach olimpijskich.

## Występy na letnich igrzyskach olimpijskich
| Igrzyska | Wydarzenie | Eliminacje | Eliminacje           | Ćwierćfinał | Ćwierćfinał        | Półfinał         | Półfinał         | Finał            | Finał            |
| Igrzyska | Wydarzenie | Czas       | Miejsce              | Czas        | Miejsce            | Czas             | Miejsce          | Czas             | Miejsce          |
| -------- | ---------- | ---------- | -------------------- | ----------- | ------------------ | ---------------- | ---------------- | ---------------- | ---------------- |
| LIO 1912 | Ósemki     | 6:57:00    | 1. w swoim wyścigu Q | nn          | 2. w swoim wyścigu | → Nie awansowali | → Nie awansowali | → Nie awansowali | → Nie awansowali |